# Smartcat
Smartcat é uma ferramenta de tradução baseada em nuvem que reune e conecta tradutores, contratantes e agências de tradução do mundo todo em um único lugar: "tradução conectada" com período de entrega. A plataforma se posiciona como uma plataforma de tradução al-in-one (tudo em um), combinando CAT, TMS e outras tecnologias da tradução.

## História
O Smartcat foi originalmente desenvolvido como uma CAT tool (ferramenta de tradução assistida por computador) entre 2012 a 2015 como uma solução interna da ABBYY Language Solutions; um serviço linguístico próprio providenciado para o grupo de companhias da ABBYY. O impulso para o seu desenvolvimento foi que a ABBYY LS se sentiu constrangida pelas suas tecnologias que já possuíam mais de 15 anos. Eles também queriam que fosse intuitivo, baseado em nuvem, potente e pudesse ser ampliado, solução essa que permitiria eles gerenciassem projetos com dezenas de colaboradores — incluindo projetos gerenciados por tradutores, editores e outros profissionais.
Em 2016, o Smartcat migrou para fora da ABBYY LS para se tornar uma companhia separada e atraiu US$ 2,8 milhões em investimentos de Ilya Shirokov — ex-CEO da Odnoklassniki e fundador da rede social adquerida pelo Yandex "MoiKrug.ru". O fundador e CEO da ABBYY LS — Ivan Smolnikov — também deixou a companhia para focar-se integralmente ao Smartcat. As principais razões para a separação foi que "os negócios de tradução automática acabaram ficando longe de complementar os serviços dos prestadores de serviços linguísticos", e que "algumas companhias de traduções têm sido cautelosas em usar um serviço desenvolvido por um competidor".
A partir de setembro de 2020, a plataforma teve mais que 350.000 freelancers em seu espaço de vendas e forneceu uma "loja de aplicativos" que permitia aos usuários integrar sua conta do Smartcat com ferramentas de terceiros.
Embora o Smartcat tenha uma CAT tool embutida que ajuda os tradutores a trabalharem mais rápido e mais eficiente, seu alcance e funcionalidades são muito mais amplas do que uma CAT tool. Ele é uma plataforma "tudo em um"; conectando clientes e profissionais da tradução enquanto oferta serviços adicionais como pagamento automatizado. Uma combinação das companhias com uma "tradução conectada". Por exemplo, isso permite que agências de tradução e LSPs possam gerenciar seus negócios, incluindo tudo que possa ser pesquisável para novos vendedores ao gerenciar equipes internacionalmente; centralizando pagamentos de outros países.

## Monetização e planos de assinatura
Ao contrário da maioria das ferramentas da indústria, o Smartcat não cobra licenças baseadas em usuário, porque acredita que cobrar por acesso não convêm no ramo das traduções, quando 90% de seus usuários nas companhias são freelancers e uma quantidade variável deles colabora com projetos diariamente.
Ao invés disso, a monetização do Smartcat é primariamente baseada na porcentagem base da taxa de serviço sob a taxa própria dos fornecedores. O Smartcat também oferta pagamentos por inscrição com algumas funcionalidades adicionais, assim como gerenciamento de fornecedores e suporte a engenharia de localização.

## Tradução conectada
Desde o início de 2019, o Smartcat tem usado o termo "tradução conectada" para se referir ao conjunto de localizações conectadas quando compradores, agências e tradutores estão juntos em um ciclo de entrega. O modelo de tradução conectada é feito através de cinco conceitos-chave: conectividade, tradução, qualidade do sistema, gerenciamento e automação de pagamentos.
- Conectividade: interconectar a produção de conteúdo e os ambientes de tradução.
- Tradução: real processo do trabalho de tradução.
- Qualidade do sistema: demandar novos fornecedores de tradução quando surgir a necessidade.
- Gerenciamento: ter o controle sobre o processo acompanhando cada etapa, reatribuindo novos fornecedores, etc.
- Pagamentos automáticos: enviando o volume de pagamentos via uma única fatura para qualquer quantidade de vendedores em qualquer lugar.

## Formatos de documentos
O editor embutido no Smartcat suporta mais de 70 formatos de entrada, incluindo documentos de texto, apresentações, planilhas, e documentos escaneados e imagens — incluindo um serviço pago de reconhecimento de carácter (OCR) —, páginas HTML, arquivos com recursos, formatos bilíngues padrões da indústria entre outros. A plataforma também tem suporte para pacotes SDL do Trados, que permite aos usuários trabalharem em projetos originalmente feitos para SDL Trados — incluindo geração de pacotes de retorno para que possam ser usados no Trados.

## #LocFromHome
O Smartcat é o organizador da conferência industrial online sobre linguagem "LocFromHome". A conferência tem como foco principal os compradores de tradução, agências e como lidar com os desafios futuros sobre a indústria da linguagem. A partir de setembro de 2020, o evento ocorreu duas vezes, cada um atraindo cerca de 2.000 participante ao vivo e atraindo em torno de 30 falantes.